# 마음 울적한 날엔
"마음 울적한 날엔"은 2020년 개봉한 대한민국의 영화이다.

## 캐스팅
- 오동민 : 성준 역
- 강길우 : 연우 역
- 이태경 : 산수 역
- 정도원 : 정사무엘 역
- 김예은 : 심희 역
- 이재우 : 광철, 인규 역
- 박성준 : 영노 역
- 윤혜리 : 나연 역
- 이건휘 : 성준 역

## 같이 보기
- 2020년 대한민국의 영화 목록